# ماساشي هاماوزو
ماساشي هاماوزو (浜渦正志 هاماوزو ماساشي) ( ولد في 20 سبتمبر عام 1971) هو محلن ألعاب فيديو ياباني ، و موظف سابق في شركة سكوير إنكس من 1996 إلى 2010 . مشهور بعمله على سلسلة فاينل فانتسي . ولد هاماوزو في عائلة موسيقية و كان مهتماً بالموسيقى منذ مرحلة روضة الأطفال و حصل على دروس بيانو من والديه . في 2010 ترك سكوير إنكس و أنشئ الاستوديو الخاص به .

## أعماله في الأنمي

### مسلسلات أنمي تلفزيونية
- يا لسيدة النحس!
- كلاسيكالويد

### أفلام أنمي
- إعصار نوردا

## أعماله في ألعاب الفيديو
- سلسلة ألعاب فاينل فانتسي
  - فاينل فانتسي VII ريميك (بالتعاون مع نوبوؤو أويماتسو وميتسوتو سوزوكي)
  - فاينل فانتسي X (بالتعاون مع نوبوؤو أويماتسو وجونيا ناكانو)
  - فاينل فانتسي XIII
  - فاينل فانتسي XIII-2
  - لايتنينغ ريترنز: فاينل فانتسي XIII (بالتعاون مع ناوشي ميزوتا و ميتسوتو سوزوكي)
- ديرج أوف سيربيروس: فاينل فانتسي VII
- ساجا فرونتير 2
- أنليميتد ساجا
- توبال نمبر ون
- وورلد أوف فاينل فانتسي
- ذي ألاينس ألايف
- زنزانة الغموض لتشوكوبو
- سوبر سماش برذرز فور نينتندو 3دي إس و وي يو

## وصلات خارجية
- ماساشي هاماوزو على موقع IMDb (الإنجليزية)
- ماساشي هاماوزو على موقع ميوزك برينز (الإنجليزية)
- ماساشي هاماوزو على موقع ديسكوغز (الإنجليزية)
- ماساشي هاماوزو على موقع ANN person (الإنجليزية)